# Bircza
Bircza é um município no sudeste da Polônia. Pertence à voivodia da Subcarpácia, no condado de Przemyśl. É a sede da comuna urbano-rural de Bircza. Situa-se no sopé de Przemyśl, às margens do rio Stupnica (um afluente do rio San), dos córregos Korzeniecki e Korzonka.
Estende-se por uma área de 4,64 km², com 987 habitantes, segundo o censo de 31 de dezembro de 2021, com uma densidade populacional de 212,7 hab./km².
Foi uma cidade nobre privada fundada em 1464, no século XVI e estava localizada na voivodia da Rutênia. Em 1784, sob a anexação austríaca, foi transformada em vila, que permaneceu até 1868, quando foi novamente devolvida à condição de cidade. Depois que a Polônia recuperou sua independência, Bircza permaneceu com seus direitos municipais históricos, mas perdeu sua condição de comuna urbana, tornando-se uma comuna rural unitária com direitos municipais no condado de Dobromil, na voivodia de Lviv. Seguindo os pressupostos da reforma comunal na Segunda República Polonesa, Bircza perdeu seus direitos municipais em 1 de agosto de 1934, tornando-se parte da recém-criada comuna coletiva de Bircza. De 1934 a 1954, foi a sede da comuna rural de Bircza (a partir de 1945, no condado de Przemyśl, na voivodia de Rzeszów), de 1954 a 1972 da gromada de Bircza, e a partir de 1973 da comuna reativada de Bircza. De 1975 a 1998, pertenceu administrativamente à voivodia de Przemyśl. Em 1 de janeiro de 2024, recuperou a condição de cidade.
A Inspetoria Florestal local, com sede na vizinha Stara Bircza, leva o nome da aldeia. Perto de Bircza está o aeroporto e heliporto de Arłamów.

## Toponímia
Bircza é um adjetivo possessivo formado com o sufixo *-ja do nome pessoal Birek, possivelmente derivado de bierać, birać, cf. língua protoeslava *birati, *bьrati — “abraçar, agarrar, tirar”, e também constituindo um diminutivo do nome pessoal Biernat (Bernard). O nome de dois vilarejos chamados Biórków tem uma raiz semelhante.
Outra etimologia é o húngaro birka, que significa ovelha. A origem húngara do nome está ligada à localização do vilarejo na rota comercial que liga a Polônia à Hungria.

## Divisão administrativa
| Nome           | Tipo            |
| -------------- | --------------- |
| Błonie         | parte da cidade |
| Kamienna Górka | parte da cidade |
| Mielnicze      | parte da cidade |
| Wygon          | parte da cidade |

## História

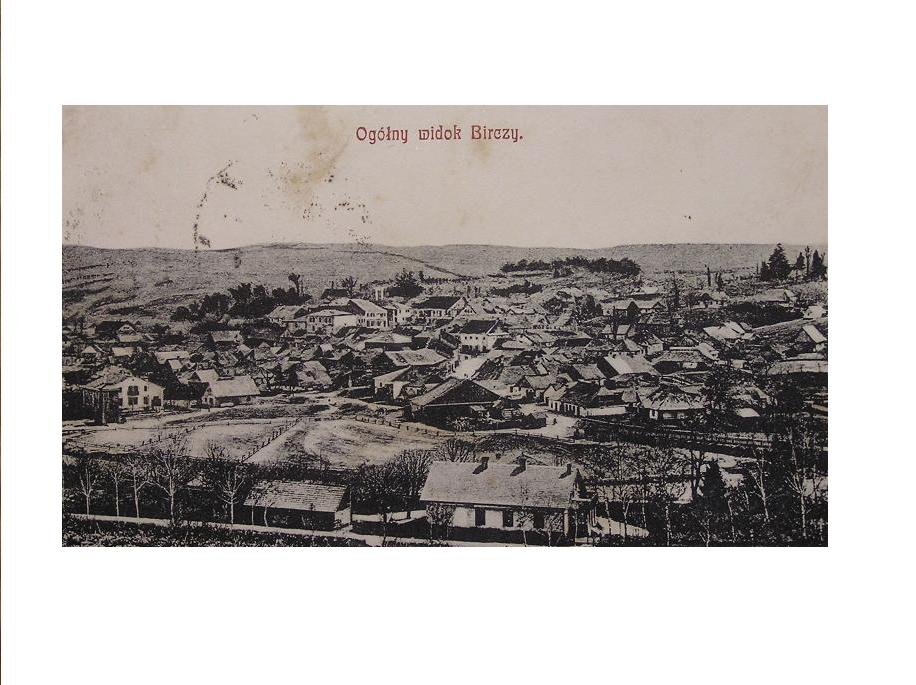
Vista de Bircza por volta de 1900, no centro da foto você pode ver Targowica

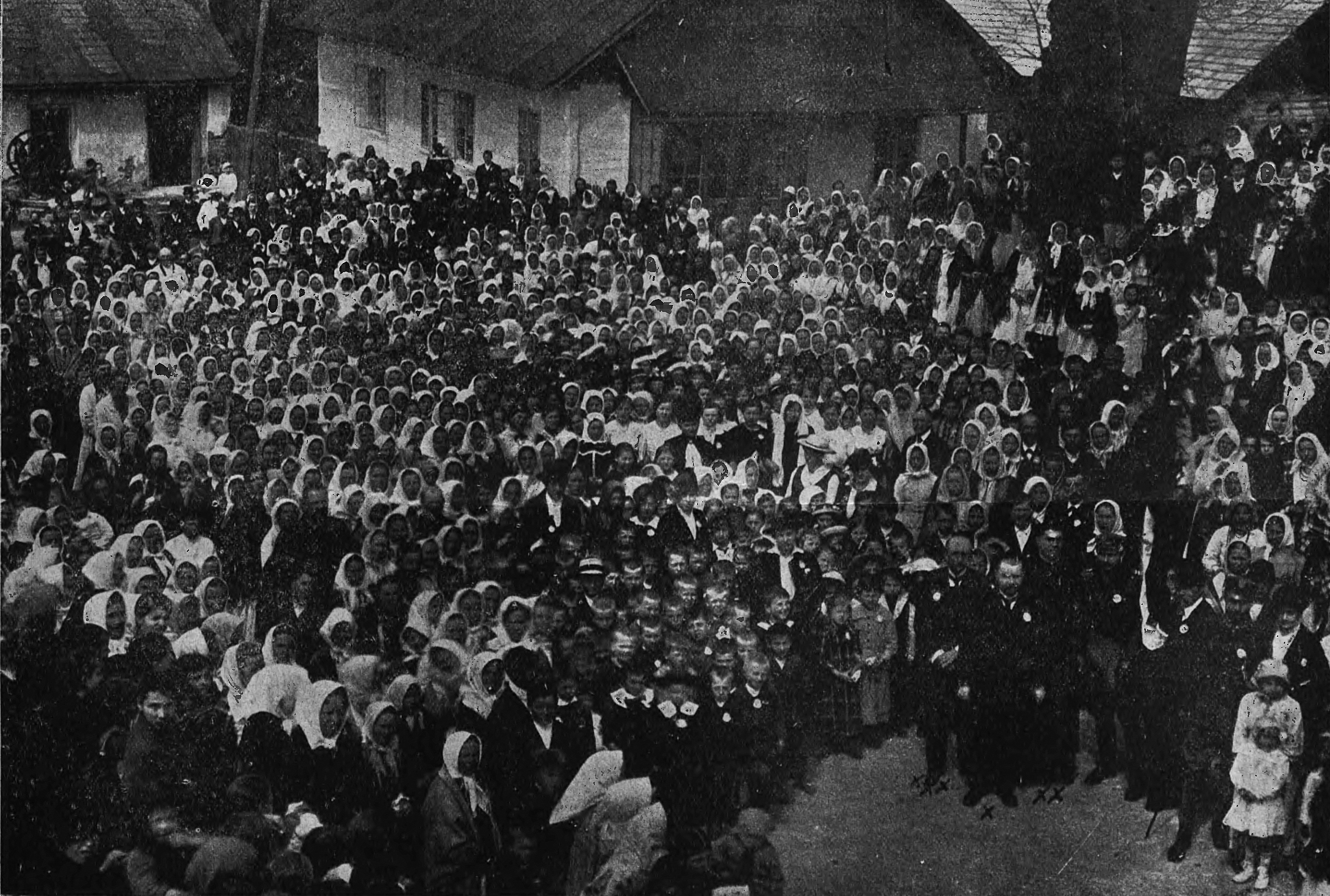
Celebração do Dia da Constituição em 3 de maio em Bircza, em 1917

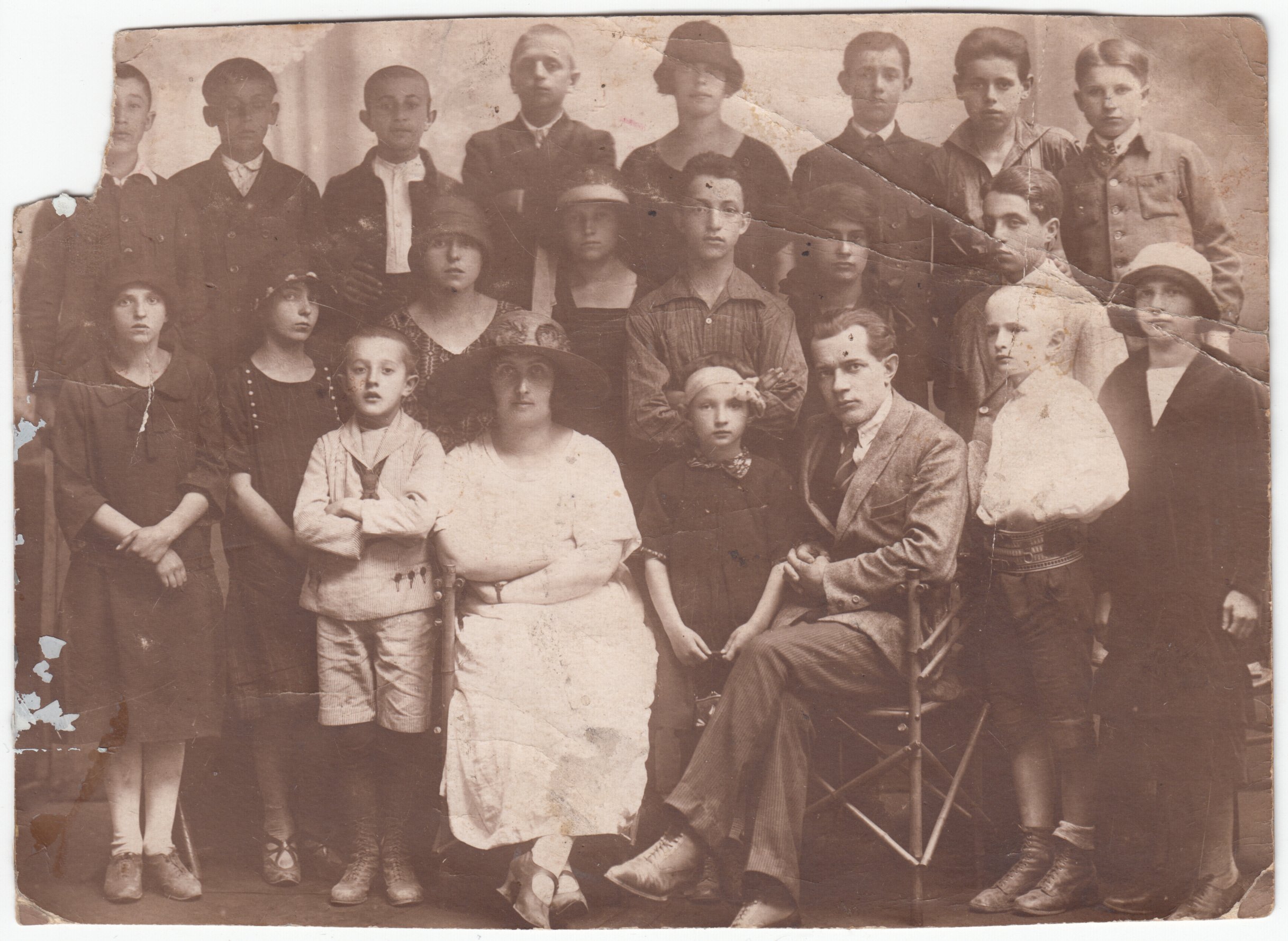
Alunos e professores da escola primária de Bircza em 1920

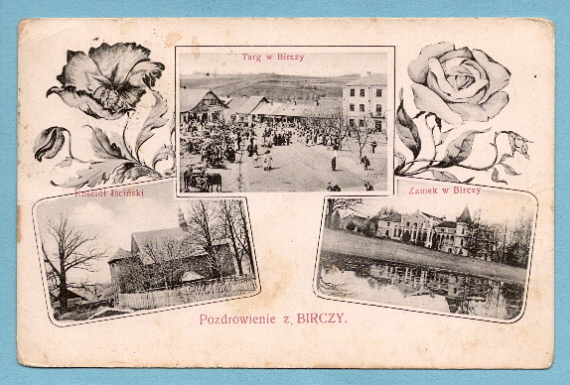

Bircza foi mencionada pela primeira vez em 1188.
Uma vila de direito valáquio, localizada na primeira metade do século XV na região de Przemyśl da voivodia da Rutênia. Bircza foi propriedade das famílias Balów, Birecki, Drohojowski, Humnicki, Błoński, Łuczawski e Kowalski. Propriedade de Bartłomiej Birecki (Bierecki) até por volta de 1605, Krzysztof Birecki (falecido em 1633) e sua esposa Elżbieta, de Siena. Até 1657 era propriedade de Gabriel Birecki, escritor de Przemyśl, e até 1664 era propriedade de seu genro, Marcin Ubysz.
Na segunda metade do século XVIII, o herdeiro de Bircza era Ignacy Adam Lewicki. Durante a divisão austríaca, entre 1773 e 1782, ela pertenceu ao distrito de Samborsk (distrito de Lesko), entre 1782 e 1819 ao distrito de Lesko e depois ao distrito de Sanok.
Em 1846, durante a revolta da Cracóvia, o proprietário de Bircza — Kowalski armou seus servos e funcionários da corte com armas de fogo e invadiu as aldeias vizinhas, onde camponeses rebeldes estavam se reunindo. Ele trancou os líderes da rebelião na masmorra da mansão. Mandou pedir ajuda ao starosta Osterman com uma solicitação de apoio militar. Em seguida, ergueu uma forca para enforcar os camponeses presos. A execução dos ladrões do “Szela-manów” galego foi impedida pela chegada de um destacamento austríaco.
Em maio de 1848, o Conselho de Russky decanal foi estabelecido em Bircza, subordinado ao Conselho de Russky principal. Ele funcionou até 1851.
Em meados do século XIX, o proprietário das propriedades tabulares em Biercza e Biercza Stara (grafia original) era Adam Kowalski.
De 1850 a julho de 1876, foi a sede do gabinete do condado, subordinado ao distrito de Sanok, e incorporado em 30 de setembro de 1876 ao condado de Dobromil. Daquele ano em diante, foi a sede do estarostado de Bircza, com uma área de 15 milhas quadradas (aprox. 24 km²), 52322 habitantes e 96 assentamentos, incluindo 91 comunas.
Em março de 1933, houve um incêndio no prédio do tribunal municipal de Bircza, que consumiu os prédios vizinhos dos correios e do cartório e uma das fachadas da praça principal.
Em 11 e 12 de setembro de 1939, na área de Bircza, a 11.ª Divisão de Infantaria dos Cárpatos, sob o comando do coronel Bronisław Prugar-Ketling, e a 24.ª Divisão de Infantaria (incluindo o 17.º Regimento de Infantaria “Terra de Rzeszów”, sob o comando do coronel Beniamin Kotarba) travaram pesadas batalhas defensivas com o 2.ª Divisão de Montanha alemão, retirando-se posteriormente via Dynów para Przemyśl.
Até 1939, a comuna de Bircza, condado de Dobromil, voivodia de Lviv, tinha em Bircza a sede do tribunal distrital com o cadastro de impostos sobre a terra, subordinado ao tribunal distrital de Sanok. De 1940 a 1941, foi a sede do distrito soviético de Bircza na Oblast de Drohobych; de 1941 a 1944, foi a sede da Landgemeinde Bircza na Landkreis Przemyśl. Depois da guerra, até 18 de agosto de 1945, Bircza pertenceu novamente à voivodia de Lviv.
Durante a ocupação nazista, em junho de 1941, os alemães criaram um gueto para os residentes judeus. Ele abrigava aproximadamente 1500 judeus. Durante a liquidação do gueto em dezembro de 1943, alguns foram assassinados em execuções em Kamienna Góra, no Monte Wierzysko, e o restante foi levado para o gueto em Przemyśl.
Em 31 de julho de 1944, a aldeia foi capturada pelo Exército Vermelho.
A partir de agosto de 1945, uma guarnição militar ficou estacionada em Bircza com a força de um batalhão de infantaria, em sua maioria reforçado, mudando a cada dois meses. Até 9 de dezembro de 1945, o 2.º e o 3.º batalhões do 28.º Regimento de Infantaria e um batalhão de reserva da 17.ª Divisão de Infantaria estavam estacionados em Bircza. Posteriormente, o 2.º batalhão do 26.º Regimento de Infantaria ficou estacionado aqui até o final de janeiro, depois o 2.º batalhão do 30.º Regimento de Infantaria até 4 de abril de 1946. Depois, durante um ano inteiro, até 4 de abril de 1947, o 1.º e o 2.º batalhões da 28.ª Divisão de Infantaria ficaram estacionados aqui alternadamente, exceto no período de 20 de julho a 13 de setembro de 1946, quando a guarnição foi formada por uma unidade do Corpo de Segurança Interna.
Nos anos de 1945 a 1946, houve três ataques do Exército Insurreto Ucraniano em Bircza (I, II e III), nos quais dezenas de habitantes de Bircza, soldados do Exército Popular Polonês e oficiais da Milícia Cívica, da Reserva Voluntária da Milícia Cívica e dos Órgãos de segurança pública foram mortos. Esses trágicos eventos são lembrados por um monumento erguido para homenagear os soldados do Exército polonês, do Exército de Proteção da Fronteira, do Corpo de Segurança Interna e os oficiais da Milícia Cívica, do Serviço de Segurança, da Reserva Voluntária da Milícia Cívica mortos na luta contra os bandos fascistas do Exército Insurreto Ucraniano nos anos de 1944 a 1947. A placa do memorial também diz: Os vivos lembram. Os vivos mantêm a vigília hoje. No topo do monumento há uma águia branca com uma coroa dourada (a coroa foi acrescentada na década de 1990).
De 1954 a 1972, a aldeia pertenceu e foi a sede das autoridades da gromada de Bircza e, a partir de 1973, da comuna de Bircza.
Por decisão de 31 de maio de 1976, em reconhecimento à atitude heroica dos habitantes de Bircza na luta pela libertação da pátria e pela consolidação do poder popular, o Conselho de Estado concedeu à vila de Bircza a Ordem da Cruz de Grunwald, 3.ª classe. As cerimônias em Bircza foram realizadas em 17 de julho de 1976.

## Comércio
Alimentos e produtos industriais eram comercializados na praça do Mercado e nos prédios ao redor da praça. A exceção era o comércio de gado, que ocorria em uma praça especial abaixo da cidade, perto do rio, chamada Targowicą. Desde a incorporação da cidade em 1464, os mercados da cidade são realizados todas as quartas-feiras, enquanto as feiras, desde a incorporação da cidade até setembro de 1939, eram realizadas em 2 de janeiro, 23 de abril, 14 de julho e 14 de outubro.

## Organização da cidade
No centro está a praça do mercado, por onde a antiga rota comercial de Sanok passava na diagonal. Em seguida, seguia para o leste em direção ao palácio (anteriormente um castelo defensivo). Em frente ao castelo, a rota divergia — uma levava em direção a Przemyśl, a outra para o sul, em direção a Kamienna Górka, e depois para a Hungria (a rota húngara). Um ramal para Dobromyl separava-se da rota de Przemyśl logo atrás do castelo.
A praça do mercado é regular e retangular. Quatro ruas saíam dos quatro cantos da praça. Desde a fundação da cidade até 1941, havia também três bairros étnicos em Bircza:
- Polonês — a parte leste da praça do mercado, com a igreja no centro do bairro (a igreja estava localizada em um local diferente do atual, em um terreno com um grande carvalho)
- Ruteno — as partes oeste e sul da praça do mercado, com uma igreja ortodoxa no centro do bairro (a igreja estava situada “em uma colina”)
- Judaico — a parte norte da praça (com uma sinagoga (mais tarde também com uma casa de oração), a casa de um rabino e um micvê).

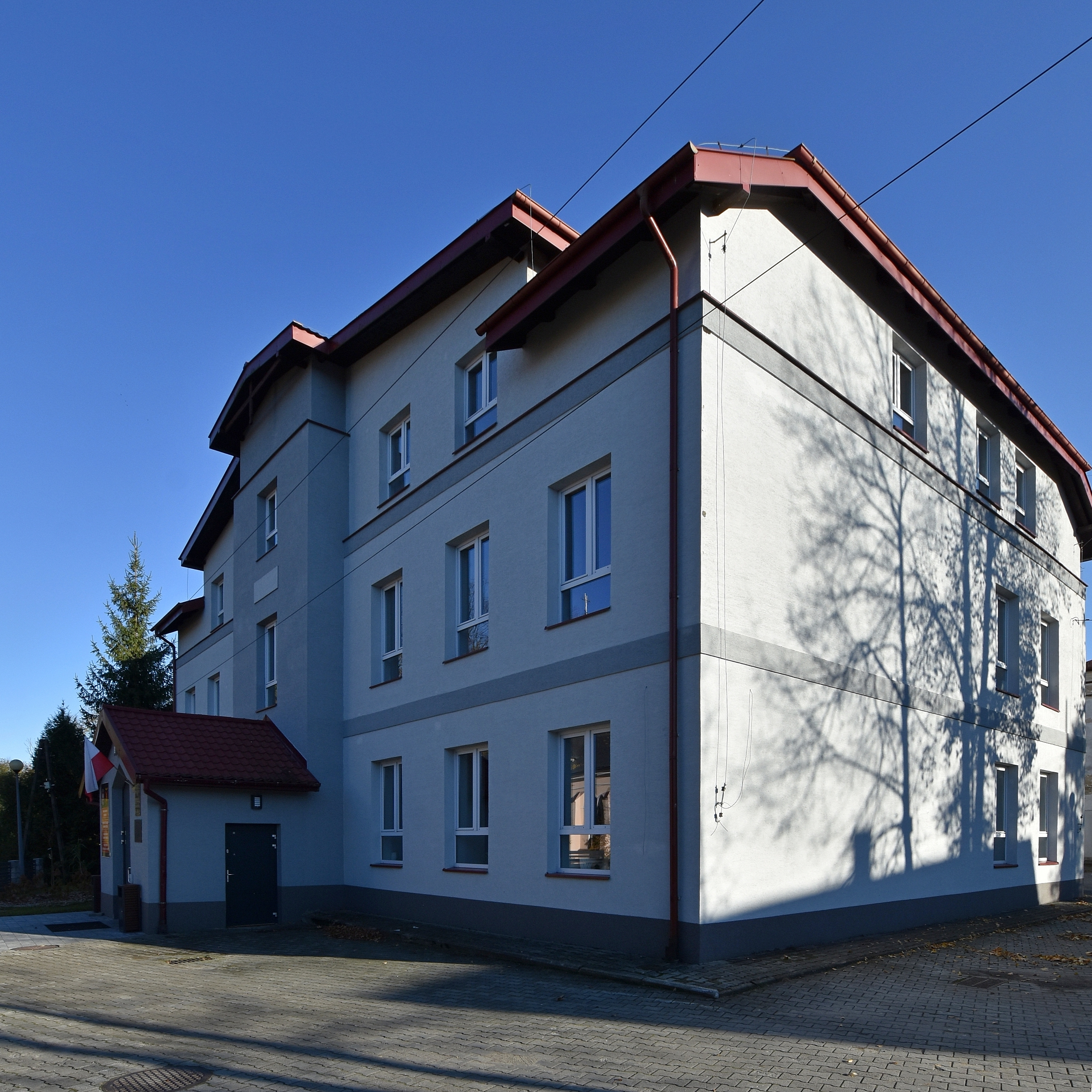
Prefeitura e Conselho Municipal
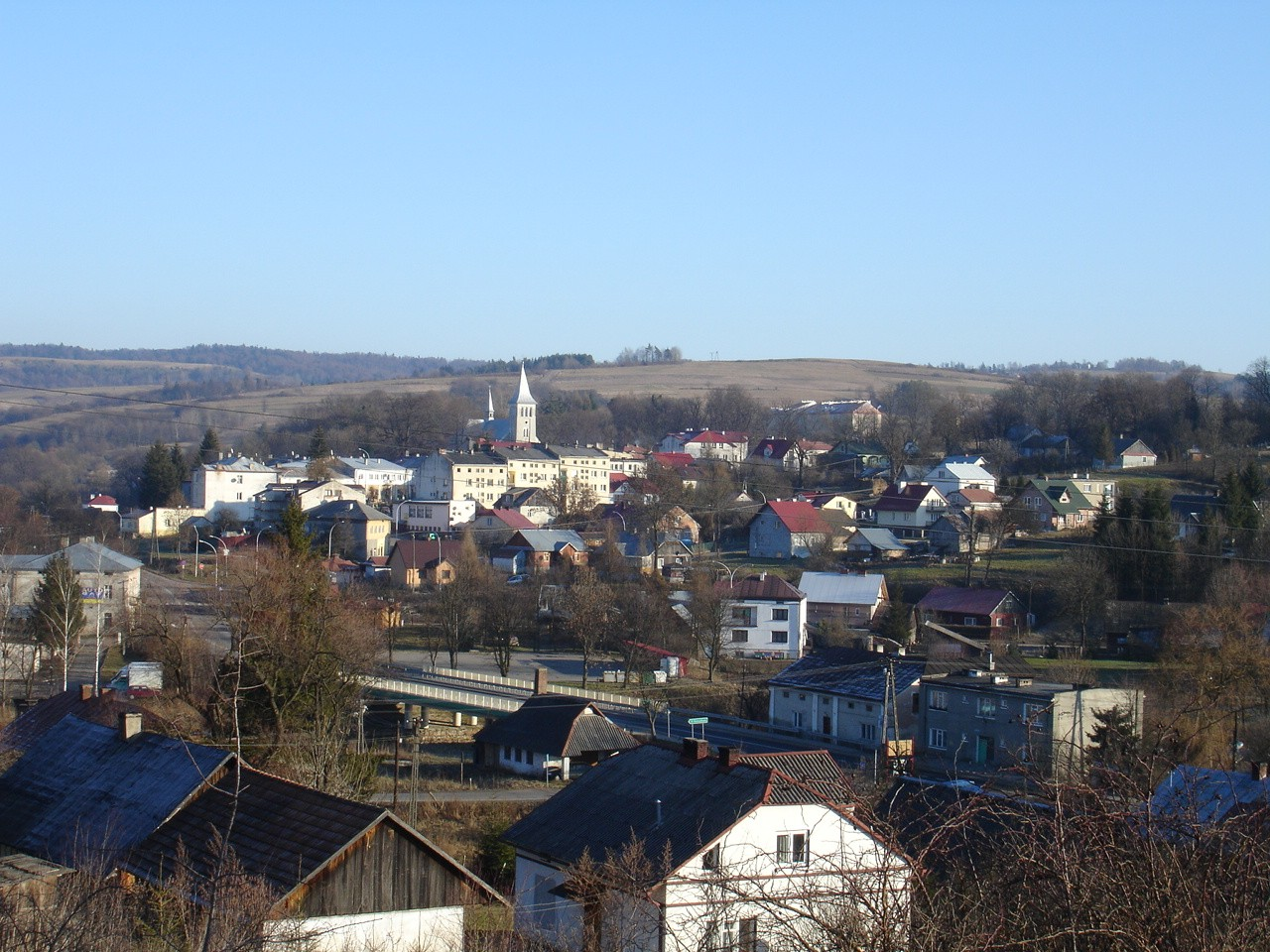
Vista geral
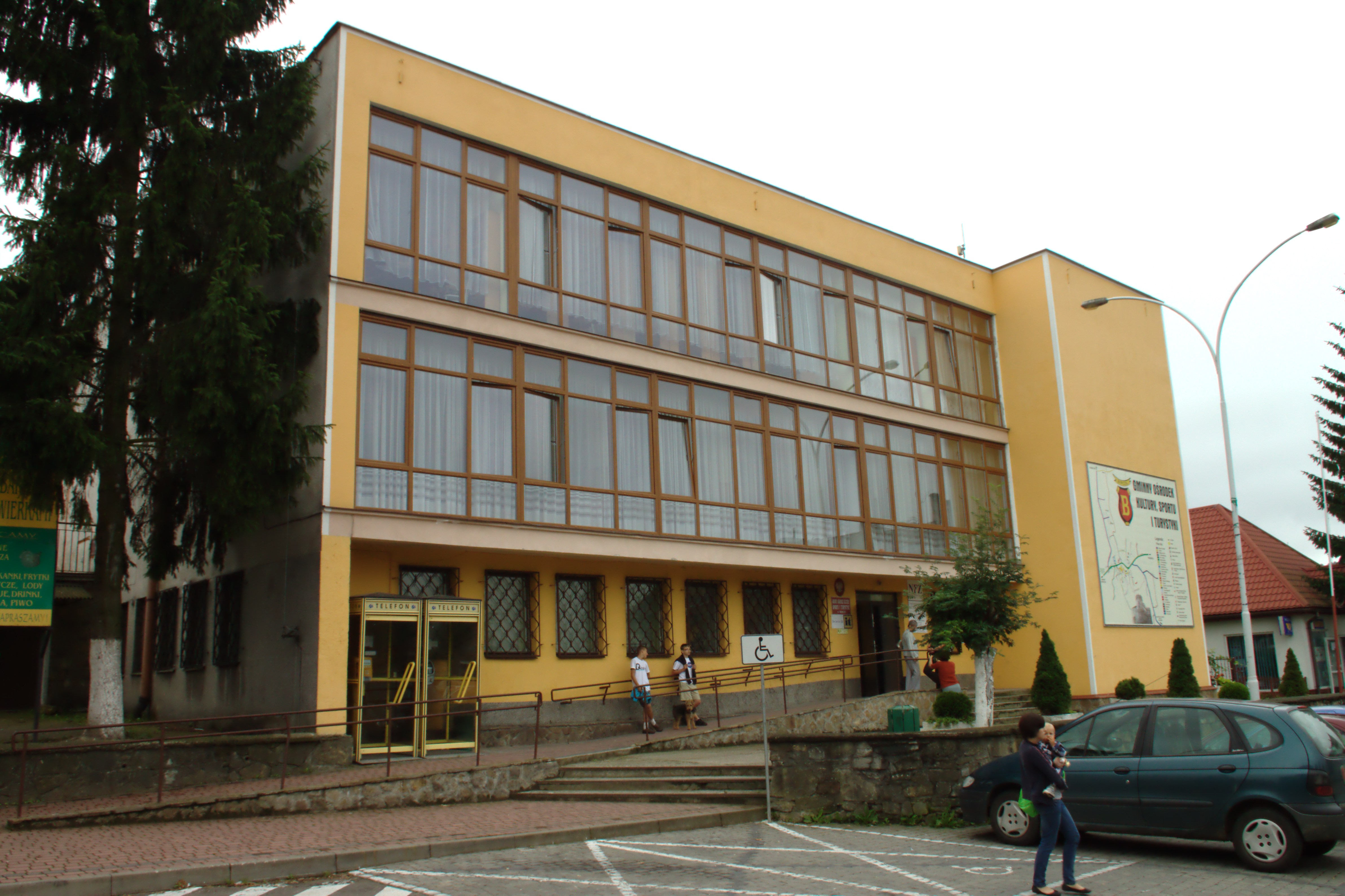
Centro de Esportes e Turismo
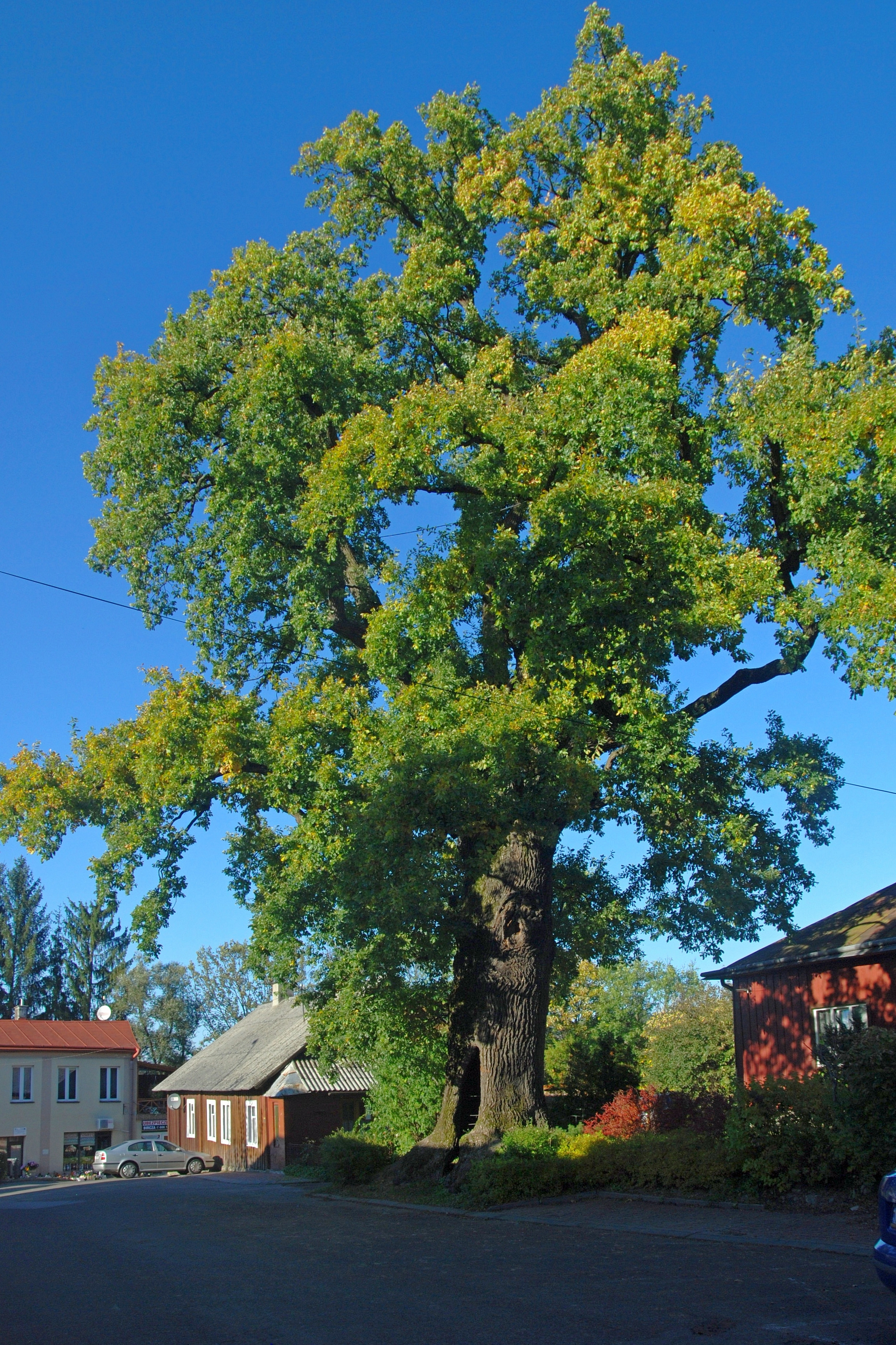
Carvalho centenário, monumento natural

## Cemitérios
Os mortos poloneses e rutenos costumavam ser enterrados ao redor da igreja ou da igreja ortodoxa, respectivamente. O cemitério municipal (agora chamado de “Cemitério Velho”) foi inaugurado no final do século XVIII. Não há informações disponíveis sobre quando o cemitério judaico foi construído (a inscrição mais antiga é de 1808).
O cemitério comunitário (“Novo”) foi inaugurado em 1945.
Os Insurgentes de Janeiro enterrados no cemitério de Bircza são: Józef Baranowicz, Kazimierz Łodzia Czarniecki, Wilhelm Loffler e Jan Rawski.

## Monumentos históricos

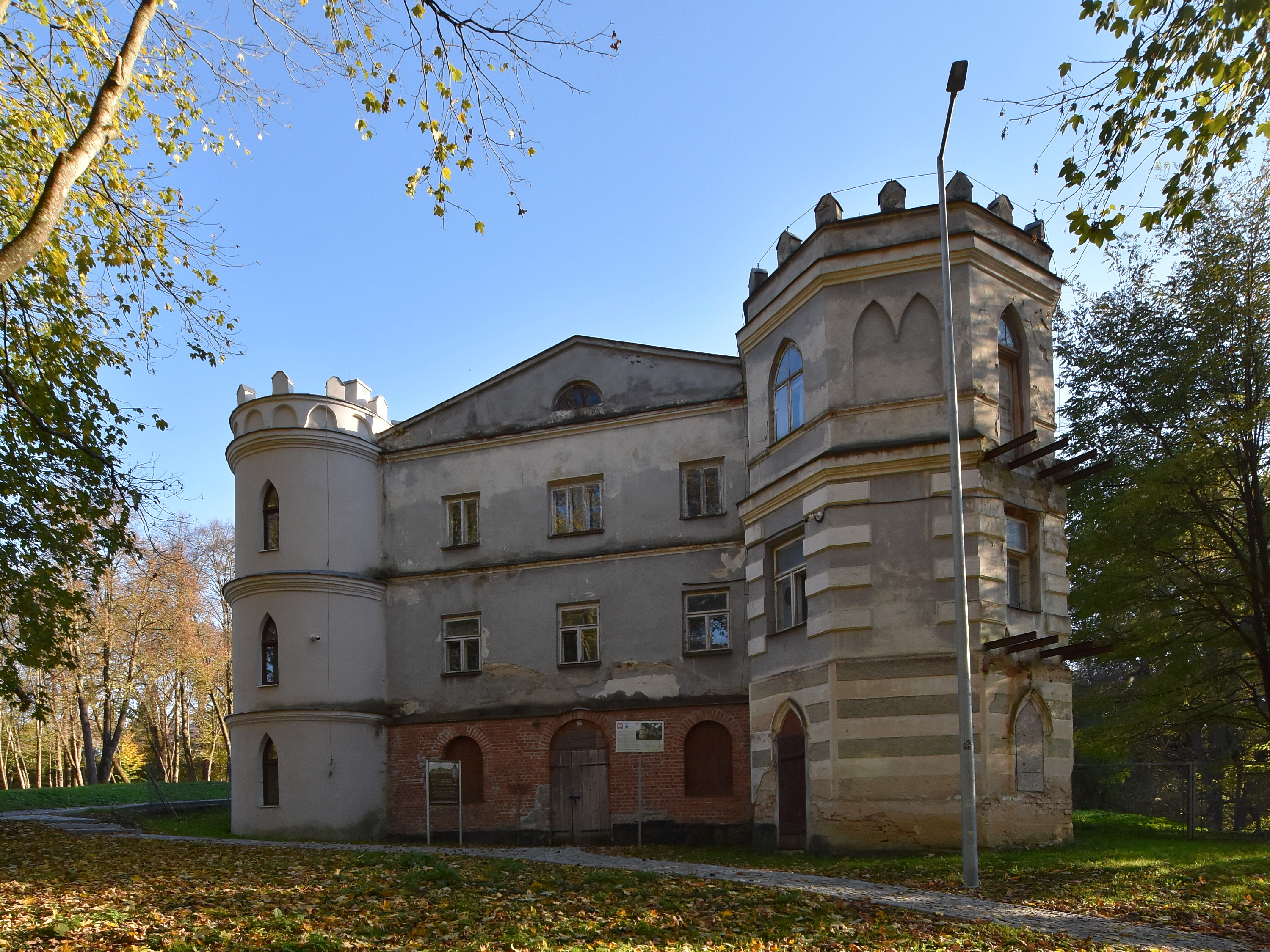
Palácio Humnicki em Bircza

- Palácio Humnicki em Bircza com parque[33]
- Igreja neorromânica de Santo Estanislau Kostka de 1923[34]
- Casa paroquial de 1926
- Capela de São João Nepomuceno do início do século XIX
- Capela do cemitério da família Kowalski, provavelmente de 1847
- Cemitério judeu (a inscrição mais antiga legível data de 1808)
- Restos de uma base militar soviética de 1940 (mais tarde, Centro Nacional de Máquinas)
- Orfanato de freiras

## Demografia
- 1589 – 49 casas, 245 habitantes
- 1785 – 140 católicos gregos, 200 católicos romanos e 160 judeus
- 1840 – 272 católicos gregos (sem dados sobre outras denominações)
- 1859 – 239 católicos gregos (como acima)
- 1879 – 339 católicos romanos (como acima)
- 1890 – 715 católicos romanos, 291 católicos gregos, 989 judeus
- 1921 – 1929 habitantes e 247 casas — 1038 judeus, 590 católicos romanos, 297 católicos gregos
- 1926 – 421 católicos gregos (não há dados sobre outras religiões)
- 1929 – 1929 habitantes
- 1938 – 372 católicos gregos (como acima)
- 1939 – 770 católicos romanos, 370 católicos gregos, 1150 judeus
- 1944 – 800 poloneses e 260 ucranianos
- 1997 – 1127 habitantes
- 2006 – 1075 habitantes

## Comunidades religiosas

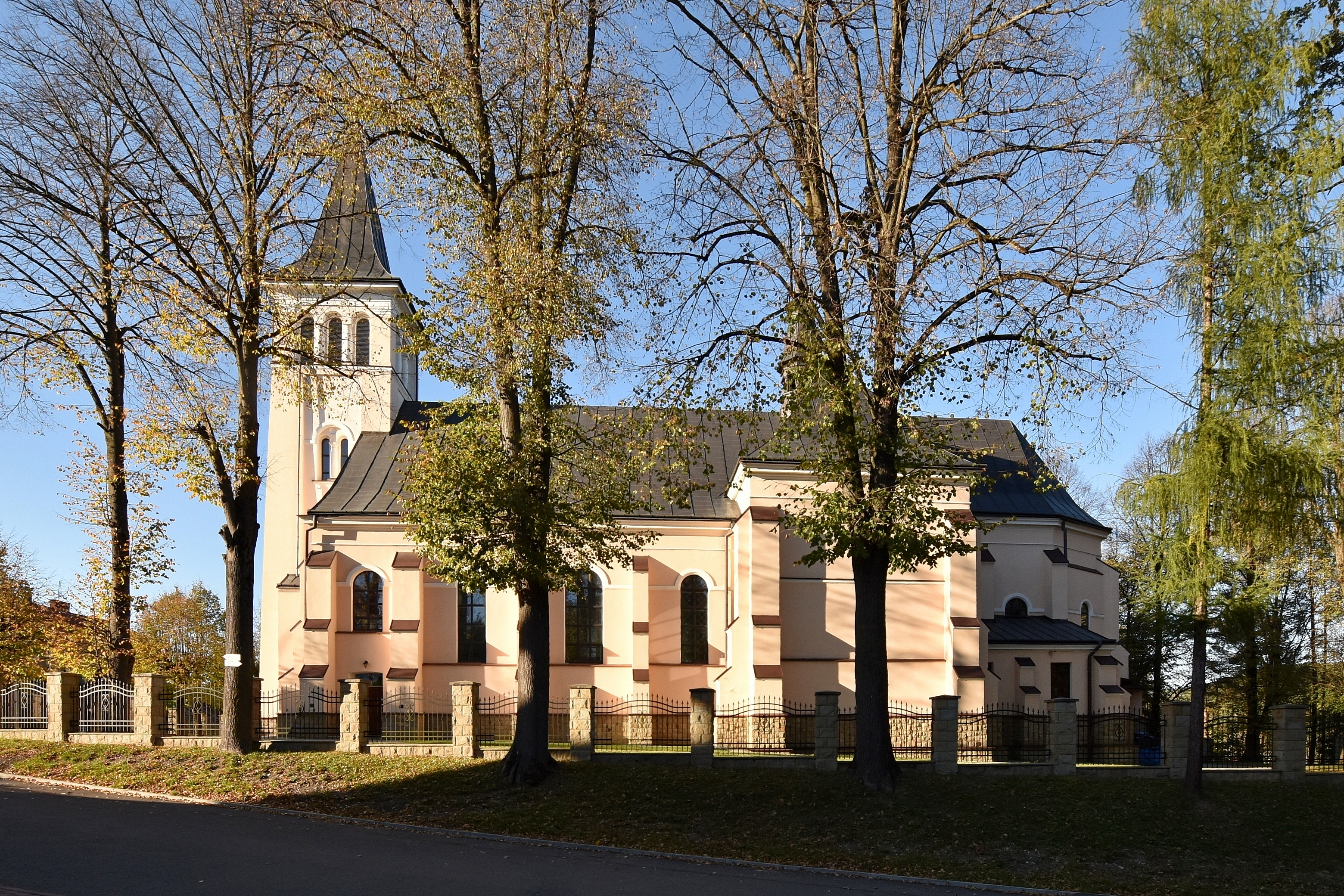
Igreja paroquial católica romana

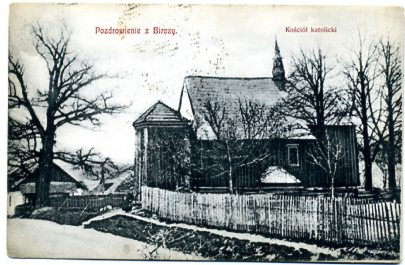
Antiga igreja de Bircza

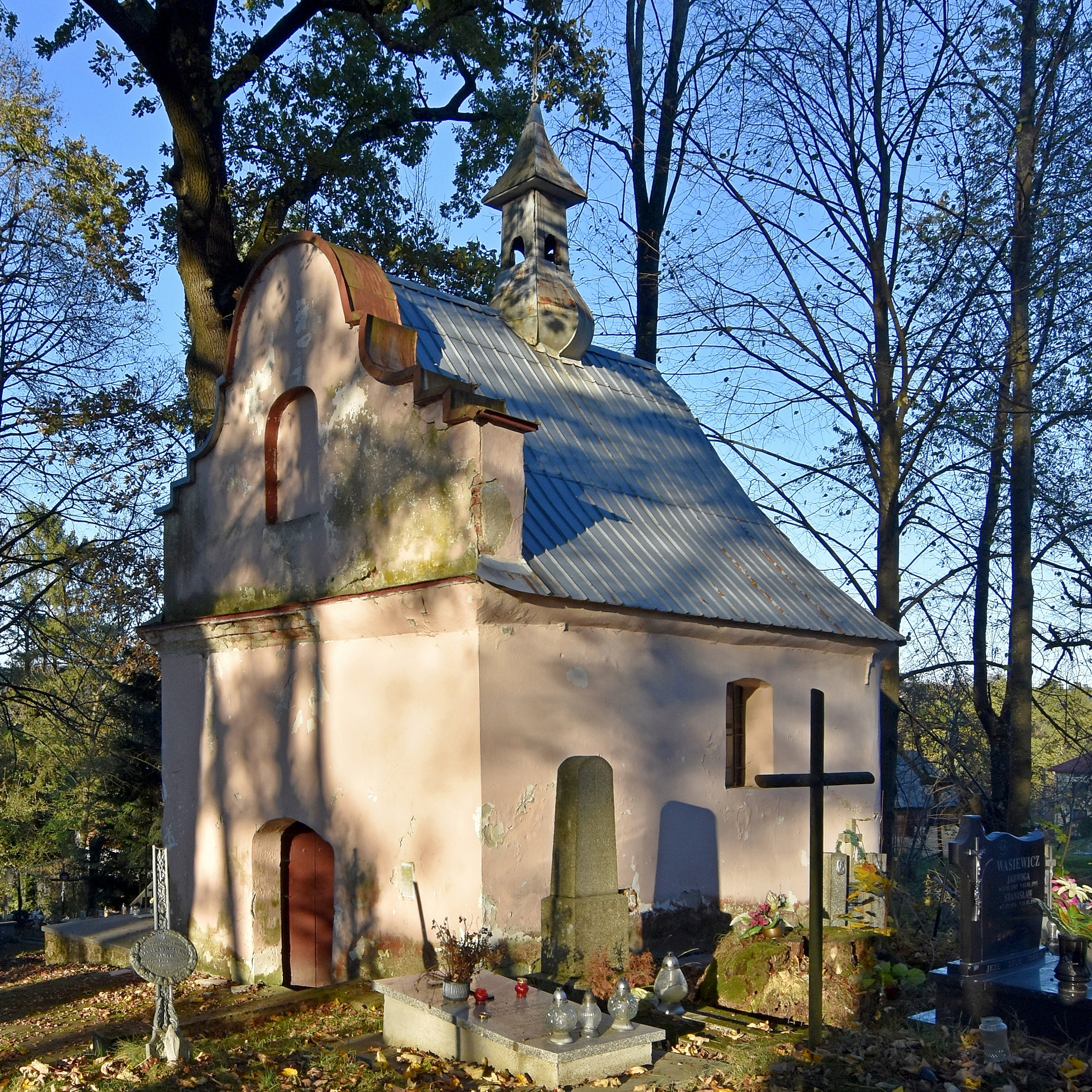
Capela funerária da família Smith

### Igreja ortodoxa
Havia uma paróquia ortodoxa em Bircza, presumivelmente até 1692, quando toda a diocese de Przemyśl se uniu à União. Em 1956, havia planos para restabelecer uma paróquia ortodoxa em Bircza, mas, por razões desconhecidas, isso não se concretizou.

### Igreja greco-católica
- Paróquia greco-católica[36]
- Diocese greco-católica

### Igreja católica de rito latino
A forania católica romana contemporâneo de Bircza compreende as paróquias de Bircza, Borownica, Kuźmina, Leszczawa Dolna, Lipa, Olszany e Sufczyna.
A paróquia católica romana de Bircza, dedicada a Santo Estanislau Kostka, atende aos vilarejos de: Bircza, Stara Bircza, Nowa Wieś, Korzeniec, Boguszówka, Wola Korzeniecka, Łodzinka Górna, Łodzinka Dolna. A igreja filial em Rudawka atende aos vilarejos de Rudawka e Kotów.

### Judaísmo

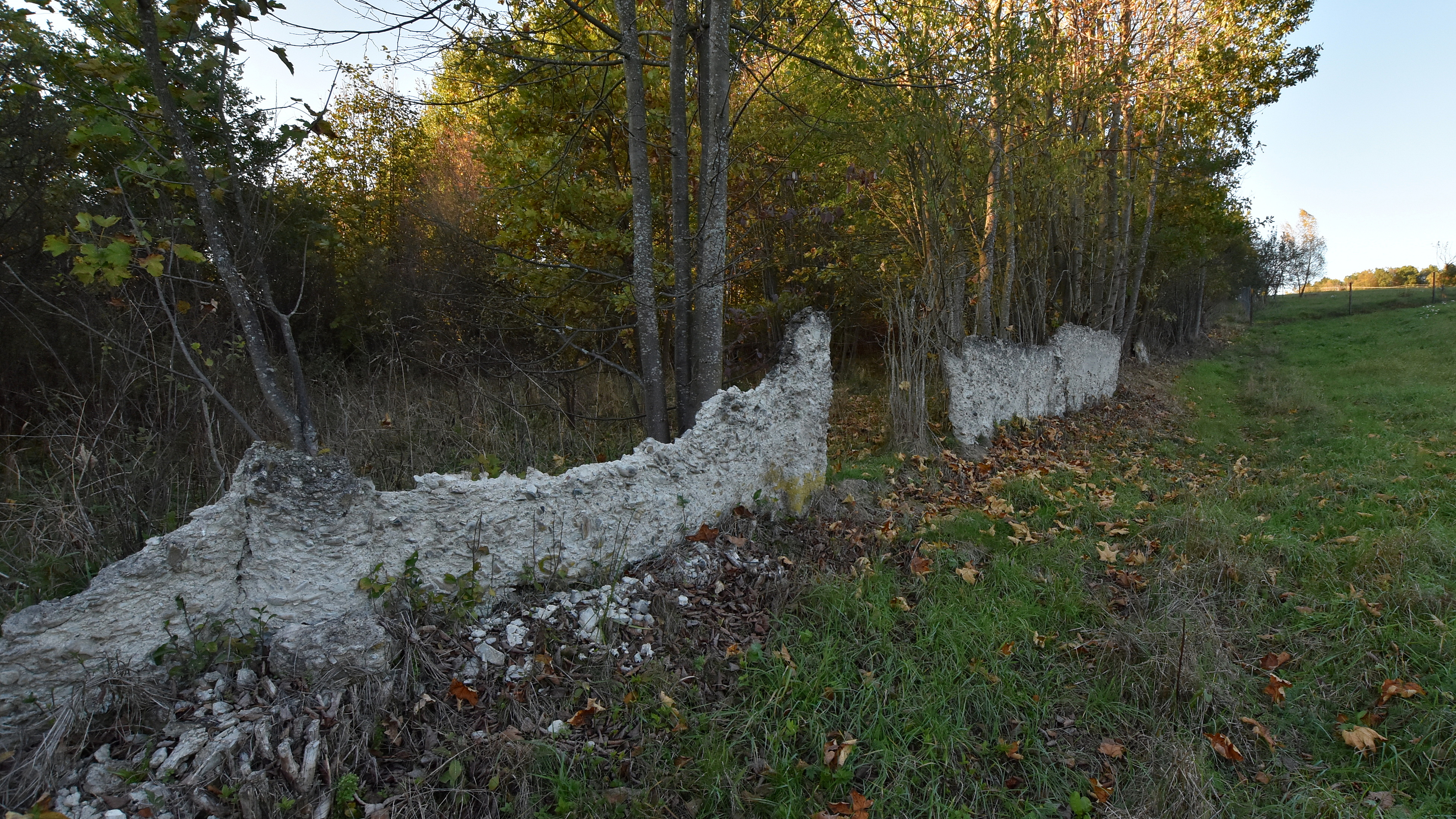
Cemitério judaico

A presença de judeus foi registrada pela primeira vez em 1570. Em meados do século XIX, o rabino de Bircza era Shmuel Shapiro, filho do Tzadik Elimelech de Dynów. Em 1870, a comunidade religiosa de Bircza contava com 528 judeus e, em 1900, já eram 2 063. Na própria Bircza, os judeus representavam 50,7% da população total naquela época e, em 1921, 54% da população; naquela época, eles tinham três casas de oração à sua disposição – nenhuma delas sobreviveu até hoje. No período entre guerras, a Associação de Artesãos Judeus “Jad Charuzim”, a cooperativa de crédito social judaica “Gemilas Chesed” e a Corporação Mercantil estavam ativas.
Em 1881, a governadoria de Lviv registrou uma série de incidentes antissemitas na Galícia, inclusive em Bircza.
Em 1941, um gueto foi criado em Bircza, onde os judeus de toda a região foram reunidos. Em julho de 1942, mais de 800 habitantes do gueto de Bircza foram executados na vizinha Kamienna Górka. O restante da população judaica foi enviado para o campo de extermínio de Belzec. O cemitério judeu está localizado ao lado do cemitério municipal. Ele contém 70 lápides, sendo que a mais antiga ainda tem a data de 1808.

### Testemunhas de Jeová
Igreja em Bircza (Salão do Reino)

## Corpo de bombeiros voluntários
Há um Corpo de Bombeiros Voluntário em Bircza, fundado em 1884. Em 1890, o chefe do Corpo de Bombeiros Voluntário em Przemyśl formou a Associação Distrital de Bombeiros em Przemyśl a partir dos postos de bombeiros em Dobromil, Niżankowice, Krasiczyn, Bircza e Radymno.

## Esporte
Há um clube esportivo em Bircza, o BKS Leśnik Bircza, que tem seu próprio estádio e salão de esportes.
Perto do estádio, há um campo de tiro esportivo.
Um ginásio está localizado no parque próximo ao Complexo Escolar de Bircza.

## Turismo
Ao sul de Bircza, foi criado o Parque Paisagístico do Sopé de Przemyśl, e um Parque Nacional de Turnicki está planejado para o futuro.

### Trilhas para caminhadas
- (Przemyśl — Sanok, 75 quilômetros de extensão): Przemyśl (rua Waygarta — filial da PTTK) — Zielonka — Wapielnica /394/ — Helicha /420/ — Rokszyce — Brylińce — Kopystańka /541/ — Łodzinka — Chomińskie — Bircza — Kamienna Górka — Leszczawa Górna — Bziana /574/ — Roztoka — Poręba /618/ — Zawadka — Rakowa — Słonny Wierch Wschód /668/ — Przysłup /658/ — Słonna /639/ — Słonny Wierch Zachód /668/ — Orli Kamień /518/ — Sanok
- (Bircza — entroncamento com a trilha azul, 19 quilômetros de extensão): Bircza — Łomna — Trójca — Cień/561/ — entroncamento atrás da trilha azul na estrada Jureczkowa — Makowa

### Rotas de ciclismo
- Bircza – Sufczyna – Huta Brzuska – Krzeczkowa – Olszany – Krasiczyn – Przemyśl
- Bircza – Leszczawa Dln. – Łomna – Trójca – Łodzinka – Huta Łodzińska – Krępak – Bircza
- Bircza – Malawa – Lipa – Jawornik Ruski – Żohatyn – Dąbrówka Starzeńska – Dynów
- Bircza – Rudawka – Kotów – Piątkowa – Iskań – Sufczyna
- Przemyśl – Prałkowce – Zalesie – Brylińce – Cisowa – Łodzinka – Bircza

## Galeria

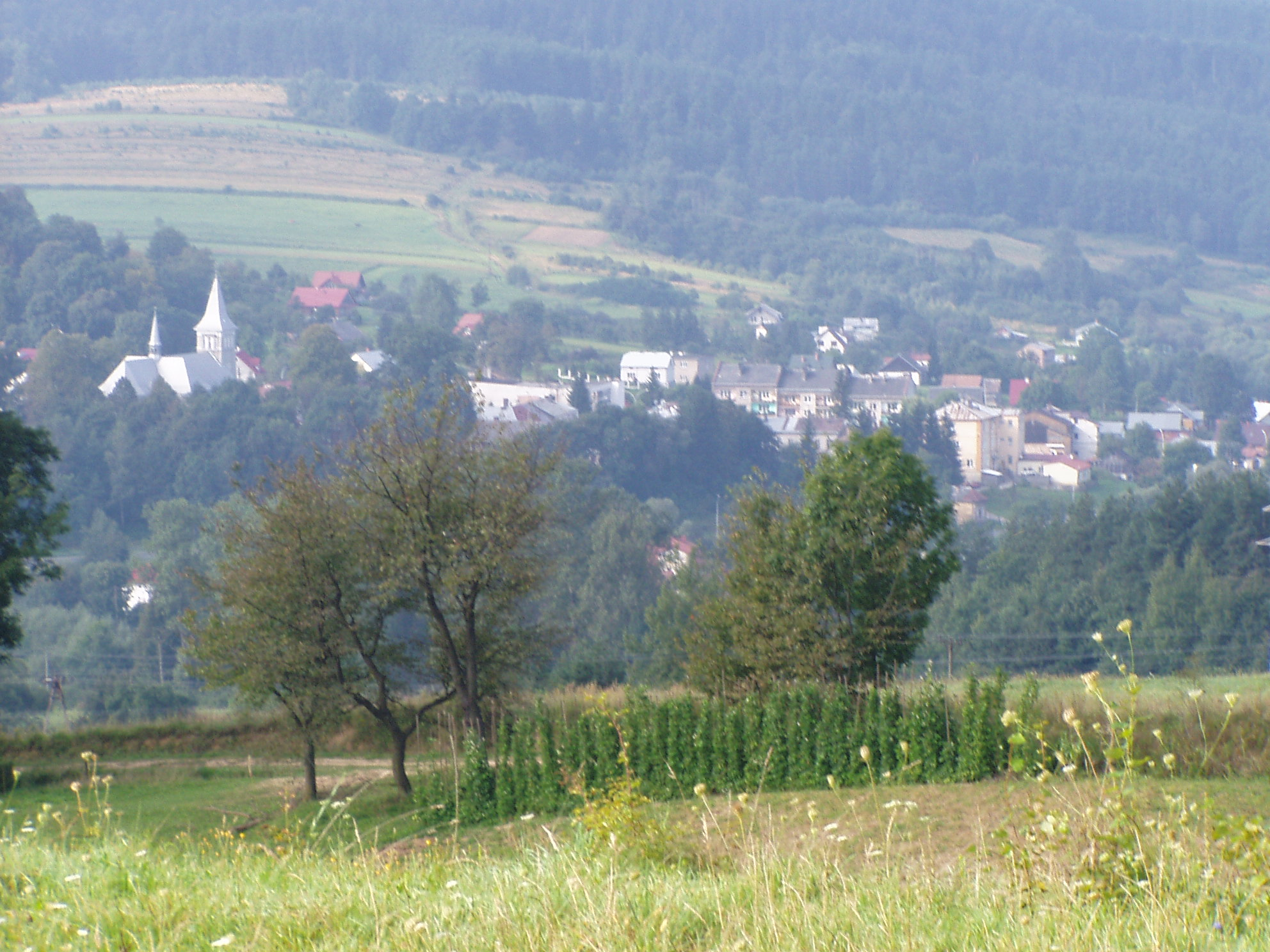
Bircza Panorama
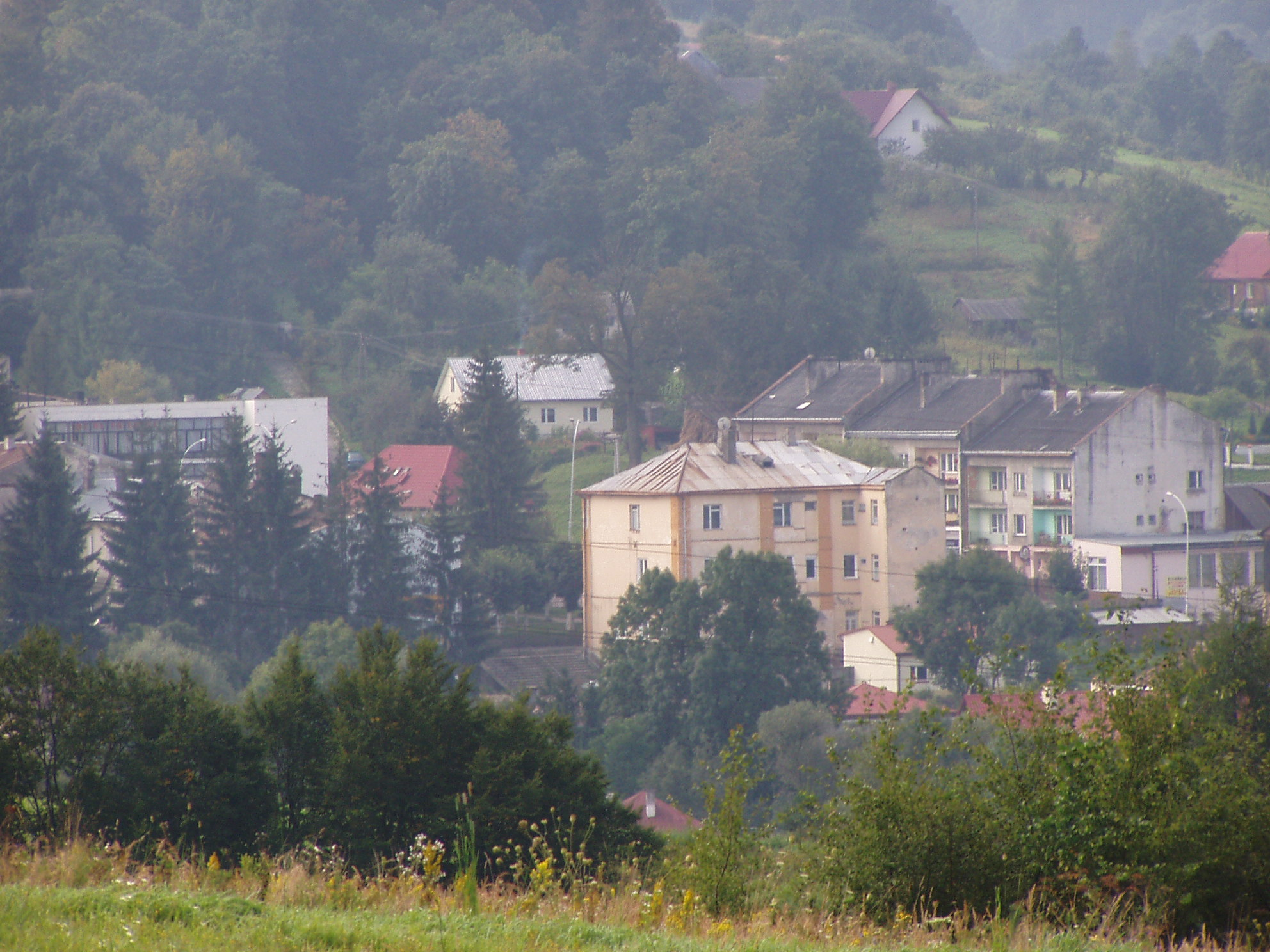
Bircza Panorama
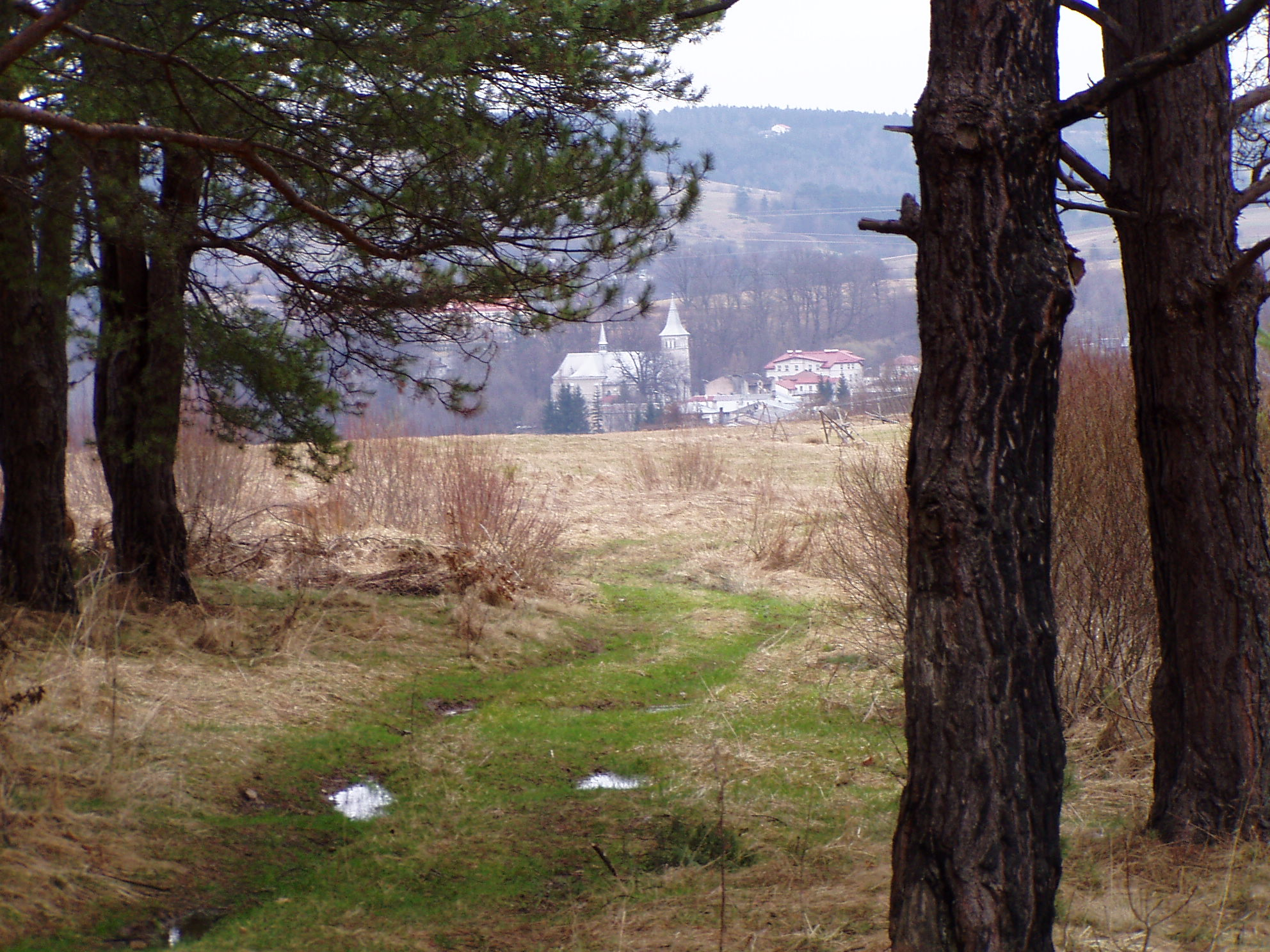
Bircza Panorama
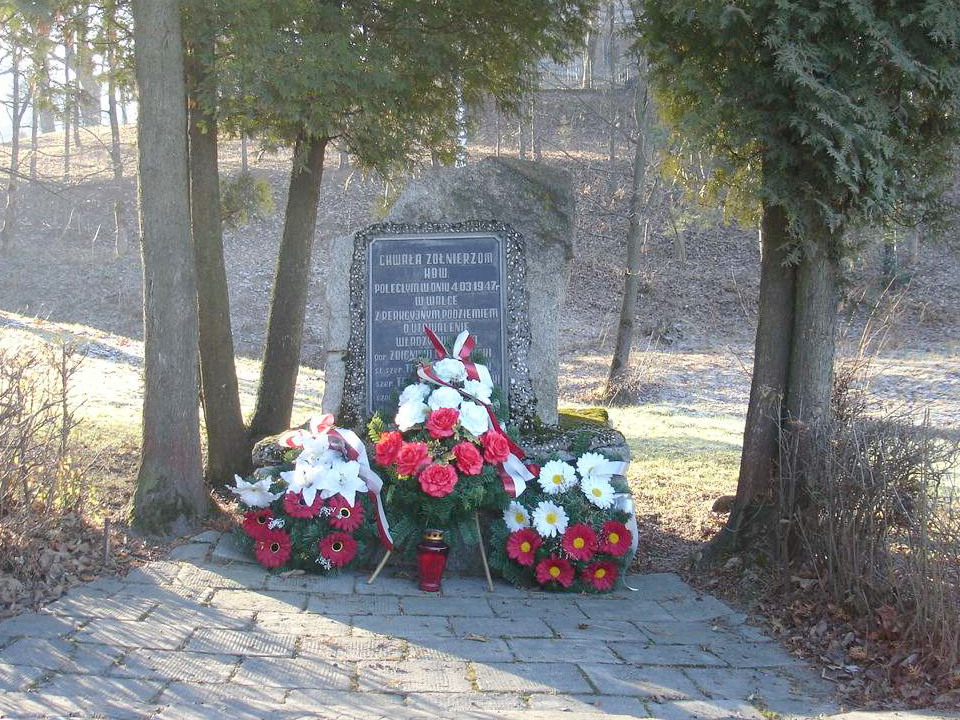
Monumento aos soldados do Corpo de Segurança Interna (demolido em 11 de julho de 2019[39])